# 北海道防衛局
北海道防衛局（日语：／ Hokkaidō bōeikyoku */?）是一位於日本北海道札幌市中央區的防衛省地方防衛局。該局於2007年9月1日由札幌防衛設施局改組而來。
北海道防衛局下設帶廣防衛支局與千歲防衛事務所。

## 所轄機關的所在地與管轄區域
- 北海道防衛局（本部）

札幌市中央區大通西12丁目　札幌第3合同廳舍
北海道
- 帶廣防衛支局

帶廣市西6條南7丁目3　帶廣地方合同廳舍
管轄帶廣市、釧路市、北見市、網走市、紋別市、根室市、鄂霍次克綜合振興局轄區、十勝綜合振興局轄區、釧路綜合振興局轄區與根室振興局轄區
- 千歳防衛事務所

千歲市東雲町3丁目2-1
管轄千歲市、室蘭市、苫小牧市、登別市、惠庭市、伊達市、北廣島市、虻田郡豐浦町及洞爺湖町、有珠郡、白老郡、勇拂郡（不含占冠村）、沙流郡、新冠郡、日高郡、浦河郡、樣似郡與幌泉郡

## 主要幹部
| 官職名稱       | 階級            | 姓名     | 到任日期      | 前任職務                     |
| -------------- | --------------- | -------- | ------------- | ---------------------------- |
| 北海道防衛局長 | 事務官          | 山岡博幸 | 2015年10月1日 | 九州防衛局次長               |
| 次長           | 事務官          | 杉本正明 | 2013年8月1日  | 防衛省地方協力局調達官       |
| 防衛補佐官     | 1等陸佐（上校） | 戶上義隆 | 2014年3月23日 | 東北方面總監部人事部厚生課長 |

## 外部連結
- 北海道防衛局 （页面存档备份，存于）